# Philemon De Meersman
Philémon De Meersman (Sint-Agatha-Berchem, 15 november 1914 – Asse, 2 april 2005) was een Belgisch wielrenner die als beroepsrenner actief was van 1936 tot en met 1939.
Hij was de eerste en tevens jongste winnaar van de Waalse Pijl.

## Palmares
1934
- Provinciaal Kampioen Henegouwen, Op de weg, Onafhankelijken

1935
- Lille-Bruxelles-Lille
- Gent-Wevelgem/Kattekoers-Ieper

1936
- Waalse Pijl
- 1e Paris – Angers, (Pays de la Loire)

1937
- 1e in Troyes

1939
- 7e etappe Tour du Nord

## Resultaten in voornaamste wedstrijden
| Jaar | Waalse Pijl |
| ---- | ----------- |
| 1936 | Goud        |